# تطوير محتوى الويب
تطوير محتوى الويب هي عملية بحث وتحرير وكتابة المعلومات لنشره على موقع ويب. المحتوى قد يكون صورة، مخطط بياني، نص، صوت.
تطوير محتوى الويب هو عملية البحث عن المعلومات وكتابتها وجمعها وتنظيمها وتحريرها لنشرها على مواقع الويب. قد يتكون محتوى الموقع من نثر أو رسومات أو صور أو تسجيلات صوتية أو أفلام أو غيرها من الأصول الرقمية التي يمكن توزيعها عبر خادم بروتوكول نقل النص التشعبي وعرضها بواسطة متصفح الويب.

## مطورو الويب ومطورو المحتوى
مع بداية شبكة الويب العالمية، كان مطورو الويب إما يُطورون محتوى الإنترنت بأنفسهم، أو يُعدلون المستندات الموجودة ويرمّزونها بلغة ترميز النص التشعبي (لغة تأشير النص الترابطي). مع مرور الوقت، اتسع نطاق تطوير مواقع الويب ليشمل العديد من التقنيات، مما جعل من الصعب على مطوري مواقع الويب الحفاظ على هذه المهارات المتنوعة.
مطورو المحتوى هم مطورو مواقع ويب متخصصون يتمتعون بمهارات إنشاء المحتوى، مثل التصميم الجرافيكي وتطوير الوسائط المتعددة والكتابة الاحترافية والتوثيق. يمكنهم دمج المحتوى في مواقع ويب جديدة أو قائمة دون الحاجة إلى مهارات تكنولوجيا المعلومات مثل برمجة لغة البرمجة النصية وبرمجة قواعد البيانات.
يمكن لمطوري المحتوى أو مطوري المحتوى التقني أيضًا أن يكونوا كُتّابًا تقنيين يُنتجون وثائق تقنية تُساعد الناس على فهم واستخدام منتج أو خدمة. تتضمن هذه الوثائق المساعدة عبر الإنترنت، والأدلة، والأوراق البيضاء، ومواصفات التصميم، وأدلة المطورين، وأدلة النشر، وملاحظات الإصدار، وما إلى ذلك.